# Chotínske piesky
Chotínske piesky este o arie protejată (arie specială de conservare — SAC, sit de importanță comunitară — SCI) din Slovacia întinsă pe o suprafață de 7,13 ha, integral pe uscat.

## Localizare
Centrul sitului Chotínske piesky este situat la coordonatele 47°48′44″N 18°12′52″E / 47.812222°N 18.214444°E.

## Înființare
Situl Chotínske piesky a fost declarat sit de importanță comunitară în aprilie 2004 pentru a proteja un număr necunoscut de specii din flora spontană și fauna sălbatică aflate în arealul zonei. Situl a fost protejat și ca arie specială de conservare în martie 2004.

## Biodiversitate
Situată în ecoregiunea panonică, aria protejată conține 2 habitate naturale: Pajiști calcaroase din nisipuri xerice, Stepe panonice nisipoase.
La baza desemnării sitului se află un număr nedeclarat de specii protejate.
Pe lângă speciile protejate, pe teritoriul sitului au mai fost identificate 1 specie de plante, 1 specie de reptile.